# 拉斯米納斯區
拉斯米納斯區（西班牙語：Distrito de Las Minas），是巴拿馬的一個行政區，位於該國中南部，由埃雷拉省負責管轄，始建於1836年，面積468.9平方公里，海拔高度997米，2010年人口7,551，人口密度每平方公里16.1人。